# Адольф Регенер
Адольф Регенер (нім. Adolf Raegener; 17 лютого 1895 — 17 серпня 1983) — німецький воєначальник, генерал-лейтенант вермахту. Кавалер Лицарського хреста Залізного хреста з дубовим листям.

## Біографія
Учасник Першої світової війни, відзначений численними нагородами. Після демобілізації армії залишений у рейхсвері, служив у піхоті.
З 1 жовтня 1935 року — командир 1-го батальйону 67-го піхотного полку, з яким брав участь у Польській кампанії. З 1 лютого 1940 року — командир 2-го батальйону 68-го піхотного полку. З 1 березня 1940 року — командир 309-го піхотного полку 208-ї піхотної дивізії. Під час Французької кампанії відзначився у боях під Антверпеном і Дюнкерком. З 15 лютого 1941 року — командир 9-го піхотного полку.
З червня 1941 року воював на радянсько-німецькому фронті. 10 грудня 1941 року був важко поранений у боях під Москвою і втратив ногу. З 1 червня 1943 року — начальник курсів для офіцерів на лікуванні 3-го військового округу. В кінці 1944 року добився відправлення на фронт, де був призначений комендантом укріпрайону Варта. З 25 січня 1945 року — комендант фортеці Кюстрін, організував оборону міста. З 7 лютого 1945 року — командир дивізійного штабу «Регенер» (433-тя і 463-тя піхотні дивізії). З 13 березня 1945 року — командир укріпрайону Магдебург; організував потужний опір радянським військам. 
З 1 травня 1945 року сформував корпусну групу «Регенер», яка відійшла на Захід і в 8 травня здалась американським військам. Звільнений з полону 1 липня 1945 року.

## Звання
- Лейтенант резерву (6 листопада 1915)
- Лейтенант (22 березня 1916)
- Обер-лейтенант
- Гауптман (1 лютого 1930)
- Майор
- Оберст-лейтенант (1 квітня 1935)
- Оберст (1 вересня 1940)
- Генерал-майор (1 березня 1944)
- Генерал-лейтенант (1 березня 1945)

## Нагороди

### Перша світова війна
- Залізний хрест
  - 2-го класу (5 червня 1916)
  - 1-го класу (2 березня 1917)
- Ганзейський Хрест (Гамбург)
- Лицарський хрест королівського ордена дому Гогенцоллернів з мечами
- Хрест «За військові заслуги» (Мекленбург-Шверін) 2-го класу
- Нагрудний знак «За поранення» в чорному

### Міжвоєнний період
- Балтійський хрест
- Почесний хрест ветерана війни з мечами
- Медаль «За вислугу років у Вермахті» 4-го, 3-го, 2-го і 1-го класу (25 років) (2 жовтня 1936) — отримав 4 медалі одночасно.
- Медаль «У пам'ять 22 березня 1939 року»

### Друга світова війна
- Застібка до Залізного хреста
  - 2-го класу (1 жовтня 1939)
  - 1-го класу (17 травня 1940)
- Лицарський хрест Залізного хреста з дубовим листям
  - Хрест (25 червня 1940) — як оберст-лейтенант і командир 309-го піхотного полку.
  - Дубове листя (№ 842; 17 червня 1945) — як генерал-лейтенант і командир укріпрайону Магдебург.
- Штурмовий піхотний знак в сріблі
- Сертифікат Пошани Головнокомандувача Сухопутних військ Вермахту (28 листопада 1941)
- Медаль «За зимову кампанію на Сході 1941/42»
- Нагрудний знак «За поранення» в сріблі